# Oddech szczura
Oddech szczura – singiel zespołu Maanam wydany w 1981 roku, trzeci promujący debiutancki longplay zatytułowany Maanam. Utwór został skomponowany przez Marka Jackowskiego a tekst napisała Kora. Wokalistka zaprezentowała tu swoją nienaganną dykcję, śpiewając tekst w szybkim tempie. Nagranie to wraz z „Karuzelą marzeń”, wydaną na stronie B, było następnym ogromnym przebojem w dorobku zespołu. Tak jak większość poprzednich piosenek Maanamu, również te trafiły na kilka ich kompilacji m.in. Rockandrolle (1997), The Best of... (1986) czy Kminek dla dziewczynek (1983).

## Skład
- Kora – śpiew
- Marek Jackowski – gitara
- Ryszard Olesiński – gitara solowa
- Bogdan Kowalewski – gitara basowa
- Paweł Markowski – perkusja